# Nisída Farmakonísion
Nisída Farmakonísion är en ö i Grekland.   Den ligger i prefekturen Nomós Dodekanísou och regionen Sydegeiska öarna, i den östra delen av landet, 300 km öster om huvudstaden Aten. Arean är 3,8 kvadratkilometer.
Terrängen på Nisída Farmakonísion är platt. Öns högsta punkt är 105 meter över havet. Den sträcker sig 3,7 kilometer i nord-sydlig riktning, och 2,4 kilometer i öst-västlig riktning.